# Super Position
Super Position är ett musikalbum från 2004 av den svenske musikern Artax. Albumet släpptes av skivbolaget Glowing Flame Records.

## Låtlista
1. Aliens on the Radio (8.21)
2. Slippery When Wet (7.50)
3. Mental Hi-Life (8.10)
4. Bouncing Cowboy (8.45)
5. Attach the Plug (7.35)
6. Flat-Liners (7.37)
7. Intrude My Trip (9.00)
8. What So Ever (7.58)
9. Golden Receiver (7.07)
10. Untitled (7.21)